# Triplarina paludosa
Triplarina paludosa är en myrtenväxtart som beskrevs av Anthony R. Bean. Triplarina paludosa ingår i släktet Triplarina och familjen myrtenväxter. Inga underarter finns listade i Catalogue of Life.